# Q-Dir
Q-Dir — бесплатный файловый менеджер с поддержкой zip-архивов, FTP и подсветкой папок и файлов с разными расширениями.
По умолчанию Q-Dir использует четырёхпанельный интерфейс (4 окна-панели), но предоставляет возможность настройки интерфейса, позволяя задать 3 или 2 (или даже одну) панели с вертикальным или горизонтальным расположением.
Данная функция может быть удобна при некоторых сценариях работы, когда 2 панелей становится недостаточно (например, 2 панели используются в классических текстовых файловых менеджерах и их клонах, в частности в Midnight Commander). Альтернативой может являться ПО Nautilus, используемое по умолчанию в Linux-оболочке GNOME, где каждое новое окно – вкладка в файловом менеджере.
Q-Dir тесно интегрирован с Проводником Windows. Например, используются
стандартные варианты просмотра панелей. Списки, таблицы, миниатюры – всё взято из штатного инструмента Windows.

## Основные особенности
- Четырёхпанельный интерфейс (имеется возможность выбора количества панелей от 1-й до 4-х)
- На каждой панели может быть много вкладок и разные сортировки/группировки/представления эскизов
- Несколько способов навигации
- Файловый фильтр: Позволяет быстро и легко фильтровать элементы
- Избранное: Быстрый доступ к наиболее часто используемым папкам
- Цвета: Различные цвета для различных типов файлов и смена фона интерфейса
- Поддержка технологии Drag-and-drop
- Возможности мыши расширены жестами
- Подсчёт размеров и количеств папок/файлов в списке файлов каталога и (в том, числе, собственными алгоритмами)
- Экспорт списка элементов в XLS, CSV, TXT, HTML
- Встроенная экранная лупа
- Большое количество настроек
- Сохранение, перенос и восстановление сеансов вкладок/панелей/настроек
- Небольшой размер исполняемого файла (всего несколько МБ)
- Поддержка ОС Windows (98/NT/Me/2000/XP/Vista/7/8/8.1/10/11)
- Бесплатный
- Немецкое производство (с собственным установочным пакетом) – разработчик: Nenad Hrg
- Наличие Portable-версии
- Встроенная возможность автообновления с сохранением предыдущей копии программы
- Открытие нескольких копий программы
- Возможность интеграции (замены) Проводника Windows
- Многоязычный
- Версии для 32- и 64-битных систем